# Luigi Taparelli
Luigi Taparelli D'Azeglio (Turin, Italia, 24 de noviembre de 1793 - Roma, 21 de septiembre de 1862) fue un sacerdote católico italiano  jesuita. Filósofo y teólogo, fue el pensador que acuñó el concepto de justicia social.

## Fe y conciencia social
Estudió primero derecho, se ordenó sacerdote jesuita en 1820 tras haber hecho el noviciado en San Andrés del Quirinal, en Roma. Su pensamiento, de contenido social, considera que la autoridad emana de Dios y del pueblo, pero la sociedad no establece la jerarquía, sino la necesidad de los ciudadanos. Para él, la sociedad se compone del poder público y la obligación de cooperar con el bien social. Llega a la hipótesis de una sociedad establecida bajo un orden social generado por la aptitud y obligación del hombre para la vida en comunidad. Ejerció también como profesor e investigador del derecho natural, su pensamiento, con infmuencia el derecho es precurasor de la concepción moderna de comunidad internacional.
Fundó junto a Carlo Maria Curci la revista La Civiltà Cattolica. Se considera que su obra influyó en el papa Leon XIII quien publicó la Encíclica Rerum Novarum.

## Publicaciones
- Ensayo teórico del derecho natural fundado sobre los hechos (1840-1843)
- Examen crítico de los ordenamientos representativos en la sociedad moderna (1854).
- Las razones de lo bello según los principios de santo Tomás de Aquino (1860)
- Curso elemental sobre el derecho natural al uso de las escuelas.